# Бутаковское сельское поселение (Омская область)
Бутаковское сельское поселение — сельское поселение в составе Знаменского района Омской области.
Административный центр — село Бутаково.

## Административное деление
| статус  | населённый пункт | год основания |
| ------- | ---------------- | ------------- |
| село    | Бутако́во         | 1634          |
| деревня | Копе́йкино        | 1634          |
| деревня | Курма́ново        | 1826          |
| деревня | Маме́шево         | 1624          |
| деревня | Юрла́гино         | 1825          |

## Инфраструктура

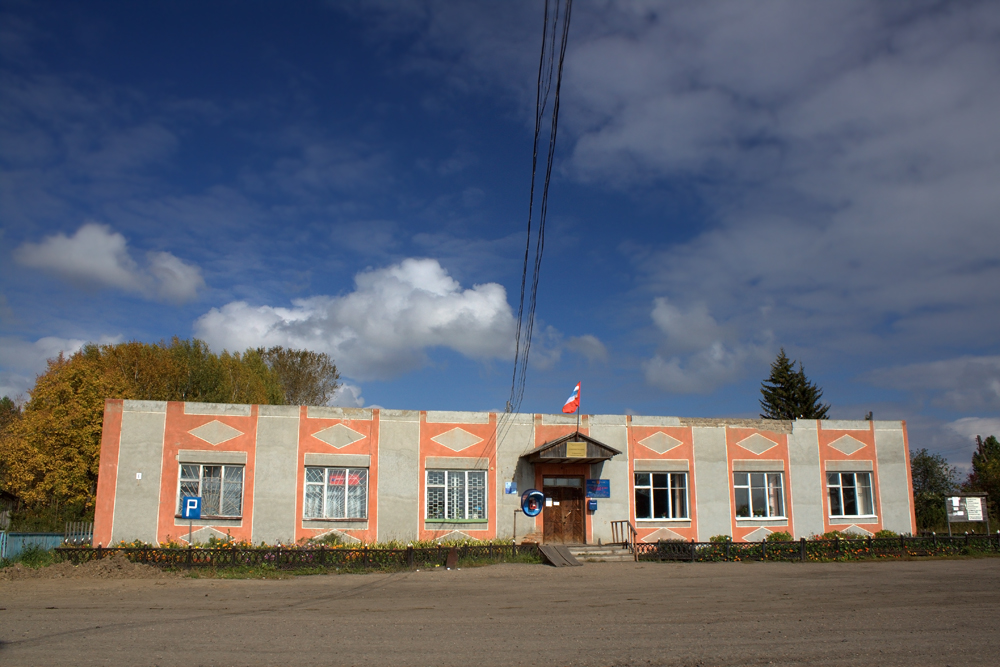
Здание администрации.

В Бутаковское сельское поселение (округ) Знаменского района Омской области входят:
- село Бутаково,
- деревня Копейкино,
- деревня Курманово,
- деревня Мамешево,
- деревня Юрлагино[2].

Глава поселения — Башмачников Сергей Викторович (избран в 2016 год
Общественная безопасность обеспечивается Участковым пунктом полиции № 431 ОВД Знаменского района, расположенным в селе Бутаково.
Поселение находится в юрисдикции мирового судьи судебного участка № 5 Знаменского района Омской области.